# 田浦港町
田浦港町（たうらみなとちょう）は、神奈川県横須賀市の地名。丁目の設定のない単独町名である。住居表示は未実施。

## 地理
横須賀市の北部にある田浦地区に属し、東に長浦町、南に田浦町、北西に船越町と接している。

## 世帯数と人口
2023年（令和5年）4月1日現在（横須賀市発表）の世帯数と人口は以下の通りである。
| 町丁     | 世帯数 | 人口  |
| -------- | ------ | ----- |
| 田浦港町 | 33世帯 | 137人 |

### 人口の変遷
国勢調査による人口の推移。
| 年                 | 人口 |
| ------------------ | ---- |
| 1995年（平成7年）  | 558  |
| 2000年（平成12年） | 517  |
| 2005年（平成17年） | 490  |
| 2010年（平成22年） | 450  |
| 2015年（平成27年） | 458  |
| 2020年（令和2年）  | 349  |

### 世帯数の変遷
国勢調査による世帯数の推移。
| 年                 | 世帯数 |
| ------------------ | ------ |
| 1995年（平成7年）  | 50     |
| 2000年（平成12年） | 40     |
| 2005年（平成17年） | 45     |
| 2010年（平成22年） | 35     |
| 2015年（平成27年） | 38     |
| 2020年（令和2年）  | 22     |

## 学区
市立小・中学校に通う場合、学区は以下の通りとなる（2022年3月時点）。
- 番・番地等 : 全域
  - 小学校 : 横須賀市立田浦小学校
  - 中学校 : 横須賀市立田浦中学校

## 事業所
2021年（令和3年）現在の経済センサス調査による事業所数と従業員数は以下の通りである。
| 町丁     | 事業所数 | 従業員数 |
| -------- | -------- | -------- |
| 田浦港町 | 29事業所 | 1,333人  |

### 事業者数の変遷
経済センサスによる事業所数の推移。
| 年                 | 事業者数 |
| ------------------ | -------- |
| 2016年（平成28年） | 25       |
| 2021年（令和3年）  | 29       |

### 従業員数の変遷
経済センサスによる従業員数の推移。
| 年                 | 従業員数 |
| ------------------ | -------- |
| 2016年（平成28年） | 320      |
| 2021年（令和3年）  | 1,333    |

## 施設
- 第三管区海上保安本部 横須賀海上保安部
- 自衛隊横須賀病院

## その他

### 日本郵便
- 郵便番号 : 237-0071[2]（集配局 : 田浦郵便局[14]）。